# Oldřich Foldyna
Oldřich Foldyna (* 1921) je bývalý český fotbalista, obránce.

## Fotbalová kariéra
V československé lize hrál za SK Slezská Ostrava. Nastoupil ve 151 ligových utkáních.

## Ligová bilance
| Ročník                                     | Zápasy | Góly | Klub                  |
| ------------------------------------------ | ------ | ---- | --------------------- |
| Národní liga 1943/44                       | -      | -    | SK Slezská Ostrava    |
| Státní liga 1945/46                        | -      | -    | SK Slezská Ostrava    |
| Státní liga 1946/47                        | -      | -    | SK Slezská Ostrava    |
| Státní liga 1947/48                        | -      | -    | SK Slezská Ostrava    |
| Státní liga 1948                           | -      | -    | SK Slezská Ostrava    |
| Celostátní československé mistrovství 1949 | -      | -    | Sokol Trojice Ostrava |
| Mistrovství československé republiky 1951  | -      | -    | OKD Ostrava           |
| Mistrovství československé republiky 1952  | -      | -    | OKD Ostrava           |
| Přebor československé republiky 1953       | 1      | 0    | Baník Ostrava         |
| CELKEM                                     | 153    | 0    |                       |